# Anilao
Anilao es un municipio filipino de cuarta clase, perteneciente a la provincia de Iloílo, en las Bisayas Occidentales.

## Historia
Anilao formó pueblo con Banate. Hacia mediados del siglo XIX, el lugar, por entonces dependiente en lo eclesiástico de Barotac Nuevo, tenía contabilizada una población de 6600 habitantes. Aparece descrito en el primer volumen del Diccionario geográfico, estadístico, histórico de las Islas Filipinas (1850) de Manuel Buzeta Núñez y Felipe Bravo con las siguientes palabras:

ANILAO: visita de bastante consideracion con su teniente de justicia, en la isla de Panay, prov. de Iloilo, dióc. de Cebú, dependiente en lo ecl. de Barotac-Nuevo; se halla sit. en la playa del mar á una legua de dist. por la parte del E. en los 126° 25' long., 10° 22' lat. Sus hab. se ocupan en la agricultura y con especialidad en la pesca que constituye un ramo de industria considerable por su abundancia. Antiguamente esta visita y la de Banate formaron un pueblo importante, que se deshizo por las frecuentes incursiones de los piratas moros. En la actualidad, á beneficio de los fuertes baluartes que sus moradores han levantado para defenderse de aquellos, vuelven de nuevo á tomar incremente, y de esperar es que, aprovechando su ventajosa situacino, dentro de muy pocos años será otra vez un pueblo notable. pobl. 6,600 alm., 1,155 trib., que ascienden á 11,550, rs. plata, equivalentes á 28,875 rs. vn.
(Buzeta y Bravo, 1850, p. 297)

En 2020, tenía censados 30 520 habitantes.